# Amtsgericht Kehl

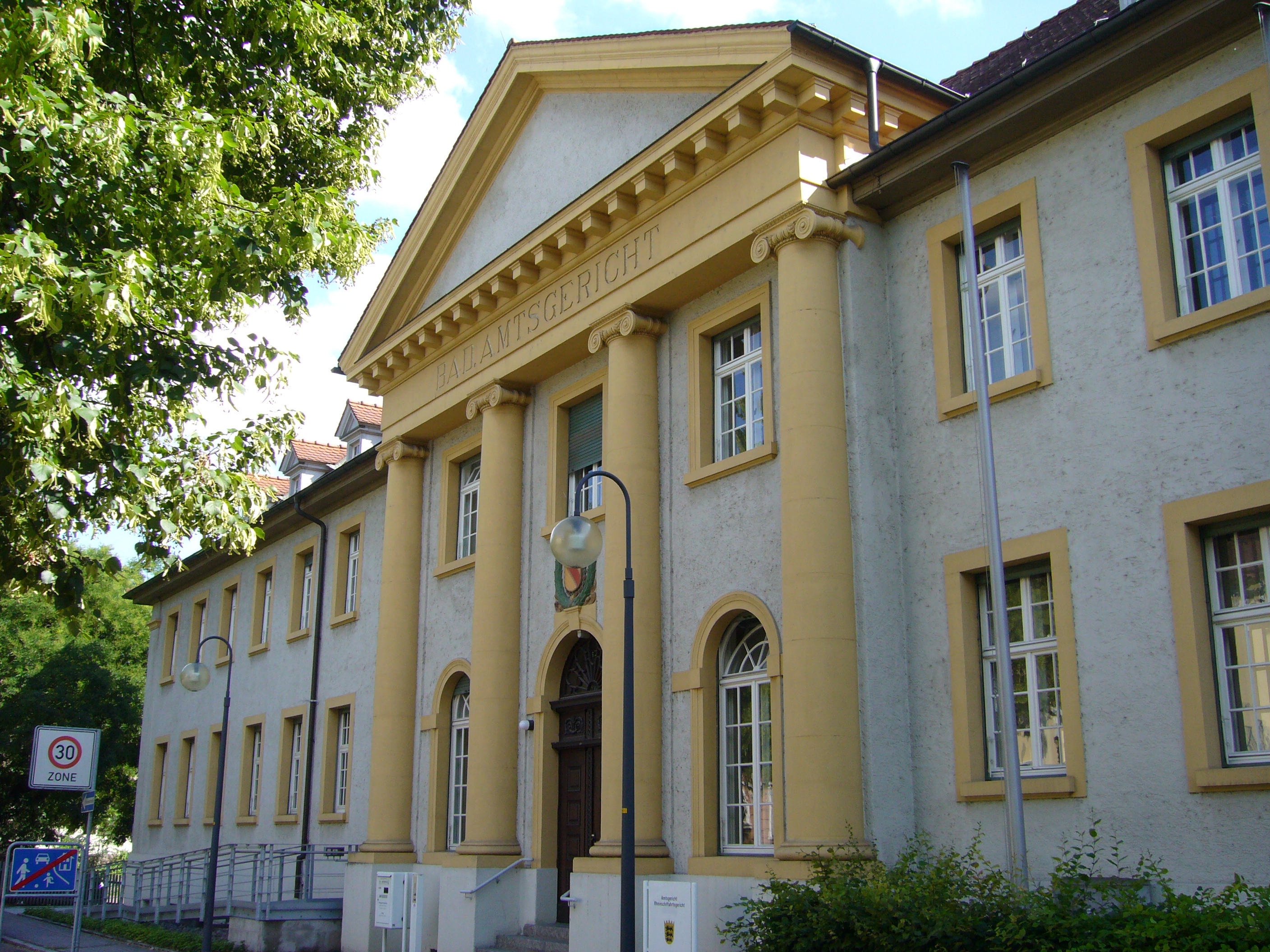
Gerichtsgebäude

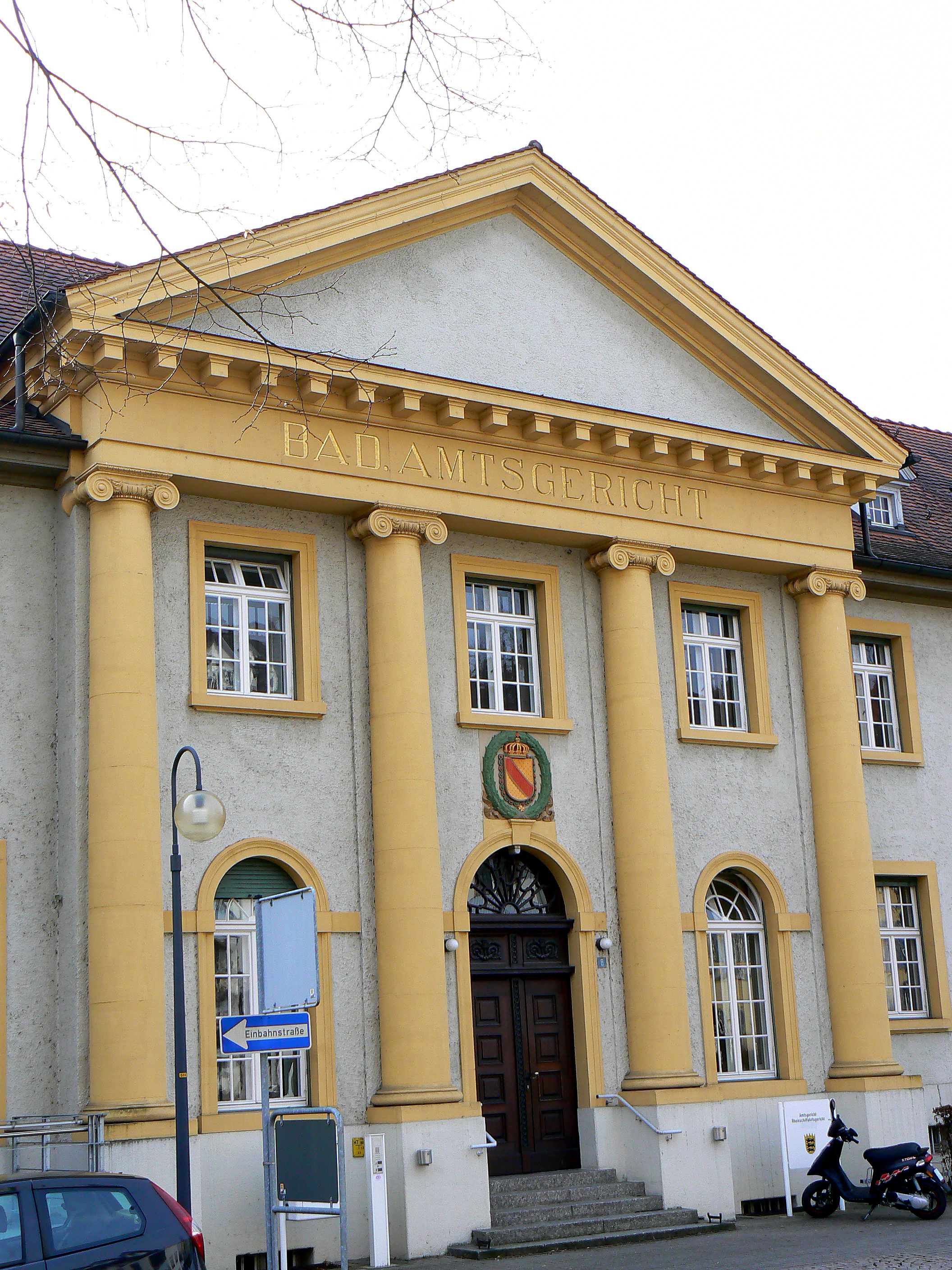
Portal

Das Amtsgericht Kehl ist ein Gericht der ordentlichen Gerichtsbarkeit und eines von sechs Amtsgerichten (AG) im Bezirk des Landgerichts Offenburg.

## Gerichtssitz und -bezirk
Sitz ist Kehl, die drittgrößte Stadt des Ortenaukreises. Der Gerichtsbezirk umfasst die Städte Kehl und Rheinau sowie die Gemeinde Willstätt. In ihm leben rund 54.400 Menschen.
Beim AG Kehl ist eines der fünf deutschen Rheinschifffahrtsgerichte errichtet. Für Insolvenzverfahren ist das Amtsgericht Offenburg zuständig. Mahnverfahren bearbeitet das Amtsgericht Stuttgart als Zentrales Mahngericht.

## Gebäude
Das Gericht ist in dem von 1910 bis 1912 errichteten Gebäude Hermann-Dietrich-Straße 6 untergebracht.

## Übergeordnete Gerichte
Dem Amtsgericht Kehl ist das Landgericht Offenburg übergeordnet. Zuständiges Oberlandesgericht ist das Oberlandesgericht Karlsruhe.

## Geschichte
Mit dem 1. Oktober 1879 trat im Großherzogtum Baden das reichseinheitliche Gerichtsverfassungsgesetz von 1877 in Kraft. An diesem Tag nahmen im Bereich des Oberlandesgerichts Karlsruhe 7 Landgerichte und 57 Amtsgerichte ihre Tätigkeit auf. Das Amtsgericht Kehl entstand erst aufgrund Höchster Entschließung vom 30. Juni 1881, den Sitz des Bezirksamts und Amtsgerichts von Kork ab 31. Oktober 1881 in das verkehrsgünstiger liegende, aufstrebende Städtchen Kehl zu verlegen.

## Persönlichkeiten
Zu den Persönlichkeiten, die mit dem Amtsgericht Kehl in Verbindung standen und/oder dort gewirkt haben, gehören:
- Franz Lumpp